# Stiff Upper Lip (EP)
Stiff Upper Lip – drugi minialbum australijskiego zespołu hardrockowego AC/DC. Został wydany 27 listopada 2001 roku w Japonii.
Pierwszy utwór pochodzi z albumu Stiff Upper Lip; drugi utwór został nagrany podczas sesji nagraniowej tego albumu, ale nie został zamieszczony oryginalnie na albumie, został zamieszczony dopiero na singlu z tego albumu, "Safe in New York City" wydanego w 2000 r., później także na australijskim wydaniu Stiff Upper Lip, wydanym na początku 2001 roku; utwory od 3. do 5. zostały nagrane 10 lipca 1996 roku na koncercie AC/DC w Madrycie, utwory te zostały wydane także wcześniej, najpierw na filmie koncertowym, No Bull, później w samej wersji audio na singlach z albumu Stiff Upper Lip i na australijskiej edycji tego albumu.

## Lista utworów
1. "Stiff Upper Lip" [Albumowa Wersja] – 3:37
2. "Cyberspace" [Niealbumowy Utwór] – 2:58
3. "Hard as a Rock" [Live] – 4:49
4. "Back in Black" [Live] – 4:09
5. "Whole Lotta Rosie" [Live] – 5:25

- Utwory od 1. do 3. zostały napisane przez Angusa Younga i Malcolma Younga.
- Utwór 4. przez braci Youngów i Briana Johnsona.
- Utwór 5. przez braci Youngów i Bona Scotta.

## Twórcy

### Wykonawcy
- Angus Young – gitara prowadząca
- Malcolm Young – gitara rytmiczna
- Brian Johnson – śpiew
- Phil Rudd – perkusja
- Cliff Williams – gitara basowa

### Produkcja
- Producenci: George Young [studio], Rocky Oldham [utwory live]
- Inżynier [studio]/Miksowanie [utwory live]: Mike Fraser
- Asystent inżyniera [studio]: Dean Maher